# Karl Säre

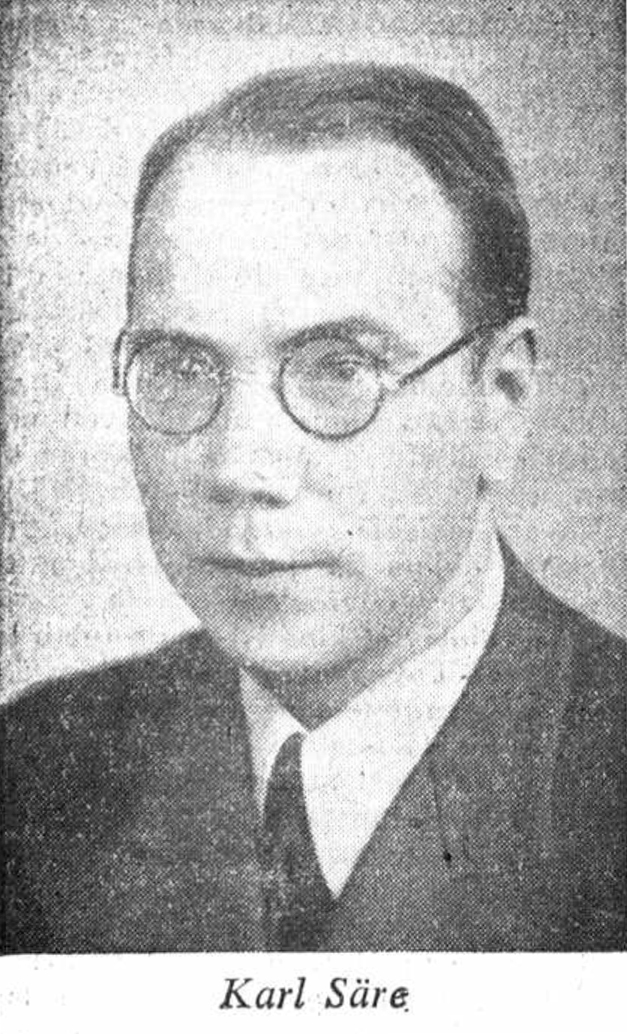
Karl Säre (1941)

Karl Säre (* 19. Junijul. / 2. Juli 1903greg. in Tartu; † 14. März 1945 in Neuengamme) war ein estnischer Kommunist und Politiker.

## Frühe Jahre
Karl Säre wurde in die Familie eines Brauereiarbeiters geboren und wuchs in ärmlichen Verhältnissen auf. 1917 schloss er sich der kommunistischen Bewegung in Livland an. 1921 siedelte Säre nach Sowjetrussland über. In Leningrad studierte er. Dort erregte der begabte und energische Säre schnell die Aufmerksamkeit der kommunistischen Kader, die ihn für den sowjetischen Geheimdienst anwarben. 1925 wurde er für einen Geheimauftrag an die sowjetische Vertretung nach China geschickt. Angeblich soll er auch Kontakt zu dem Topagenten Richard Sorge gehabt haben.

## Agent
Ab 1927 wurde Säre in Moskau für Geheimaufträge in Estland vorbereitet. Dort sollte er die illegale Untergrundarbeit der Kommunistischen Partei Estlands (EK(b)P) fördern. Die Partei war nach dem kommunistischen Putschversuch vom 1. Dezember 1924 nahezu zerschlagen. Säre hielt sich deswegen oft im geheimen Hauptquartier der Partei in Narva auf.
Ende der 1920er Jahre wurde Säre nach Moskau zurückgerufen und weiter geschult. Anfang 1930 wurde er im Auftrag des sowjetischen Geheimdienstes in die USA geschickt, 1934 nach Skandinavien. Säre lebte kurzzeitig in Kopenhagen, danach unter einem Decknamen in Göteborg. An der Ermordung des angeblichen kommunistischen Verräters Johannes Eltermann in Kopenhagen im Februar 1936 soll Säre maßgeblich beteiligt gewesen sein.

## In Estland
Am 7. Mai 1938 erließ die estnische Regierung eine Amnestie für alle Kommunisten. Wenige Tage später beantragte Säre an der estnischen Gesandtschaft in Stockholm einen Pass, um sich in Estland niederzulassen. Er lebte zunächst auf der Insel Hiiumaa, später in Antsla. Dort hielt er weiterhin Kontakt zu kommunistischen und sozialistischen Netzwerken. Säre stieg bis 1940 zum starken Mann der EK(b)P in Estland auf und setzte sich in den Flügelkämpfen durch.
Mit der sowjetischen Besetzung Estlands im Sommer 1940 sah er seine Stunde gekommen. Am 12. September 1940 wurde er auf Empfehlung Andrei Schdanows, Stalins Statthalter in Tallinn, zum Ersten Sekretär des Zentralkomitees der Kommunistischen Partei Estlands gewählt. Die EK(b)P war von nun an die einzig zugelassene Partei in Estland. In der Zeit Säres fanden die ersten Massendeportationen der estnischen Elite nach Sibirien statt. Alle staatlichen und gesellschaftlichen Organisationen wurden nach stalinistischem Vorbild gleichgeschaltet.

## Gefangenschaft
Mit dem Überfall Deutschlands auf die Sowjetunion besetzte die deutsche Wehrmacht von 1941 bis 1944 Estland. Als sich 1941 die Front Estland näherte, organisierte Karl Säre den sich abzeichnenden Partisanenkampf. Er geriet jedoch am 3. September 1941 eher zufällig in die Hände der Deutschen. Um sein eigenes Leben zu retten, soll er angeblich den Deutschen weitere Namen estnischer Kommunisten und Partisanen sowie Angaben über Residenturen des sowjetischen Geheimdienstes im Ausland verraten haben. Karl Säre galt deswegen der sowjetischen Geschichtsschreibung als Verräter.
Über sein weiteres Schicksal gibt es keine gesicherten Angaben. 1942 wurde Säre aus dem Tallinner Zentralgefängnis nach Deutschland in das KZ Sachsenhausen überführt. In Kopenhagen wurde ihm 1943 als angeblichem Drahtzieher bei der Ermordung Eltermanns sieben Jahre zuvor der Prozess gemacht. Erst 2013 wurde bekannt, dass Karl Säre kurz nach dem Prozess, am 14. März 1945, in KZ Neuengamme gestorben ist.

## Nachwirken
Die Person Karl Säres ist eine Schlüsselfigur in Einar Sandens spekulativem Roman Loojangul lahkume Tallinnast (Cardiff 1979).